# 紹爾考德區

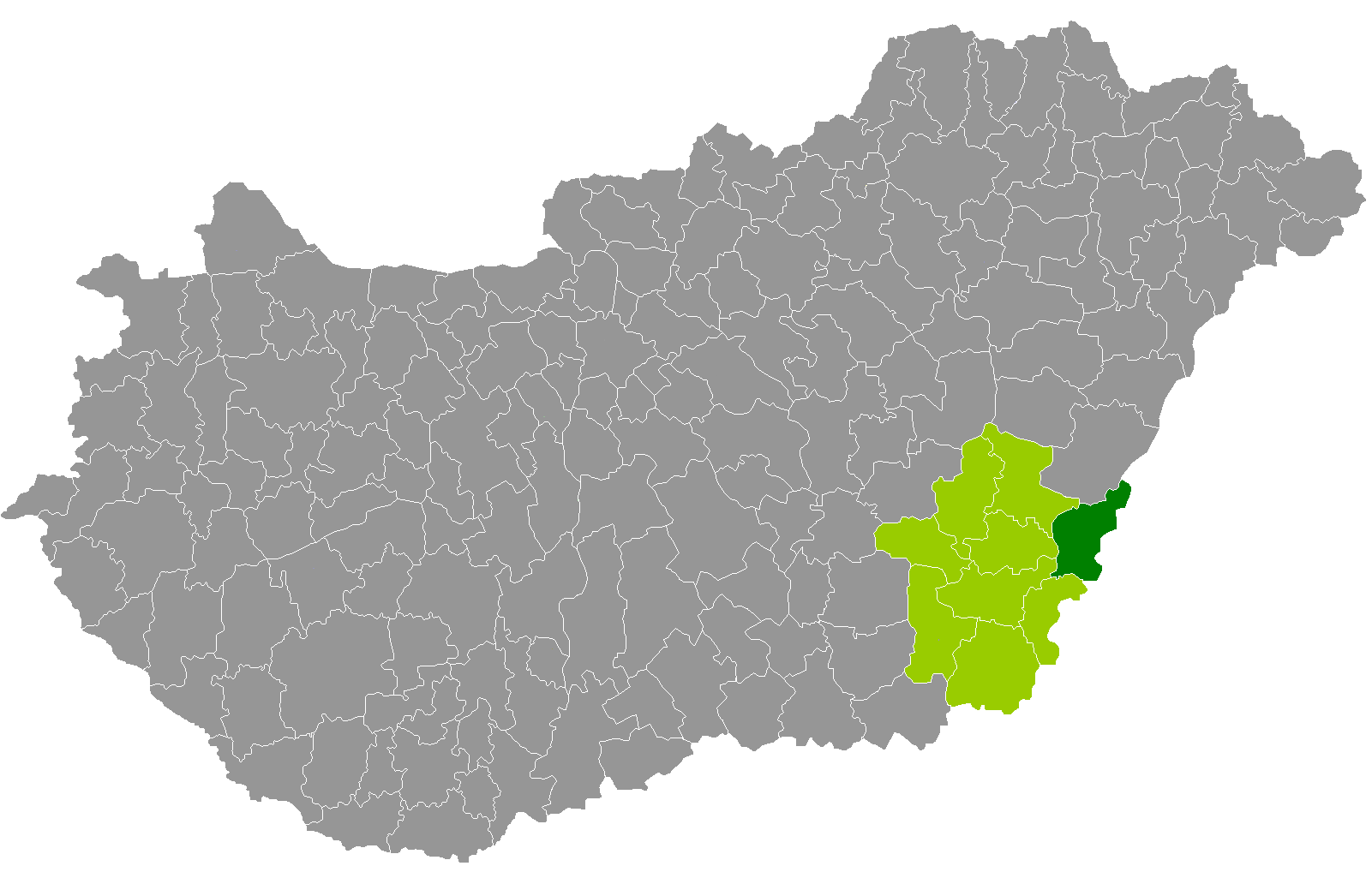

紹爾考德區（匈牙利語：Sarkadi járás），是匈牙利貝凱什州的一個區，位於該國東南部，区府設於紹爾考德，面積571平方公里，2011年人口22,908，人口密度每平方公里40人。

## 市镇
紹爾考德區包含一个城镇和10个村庄。